# Cosenos directores

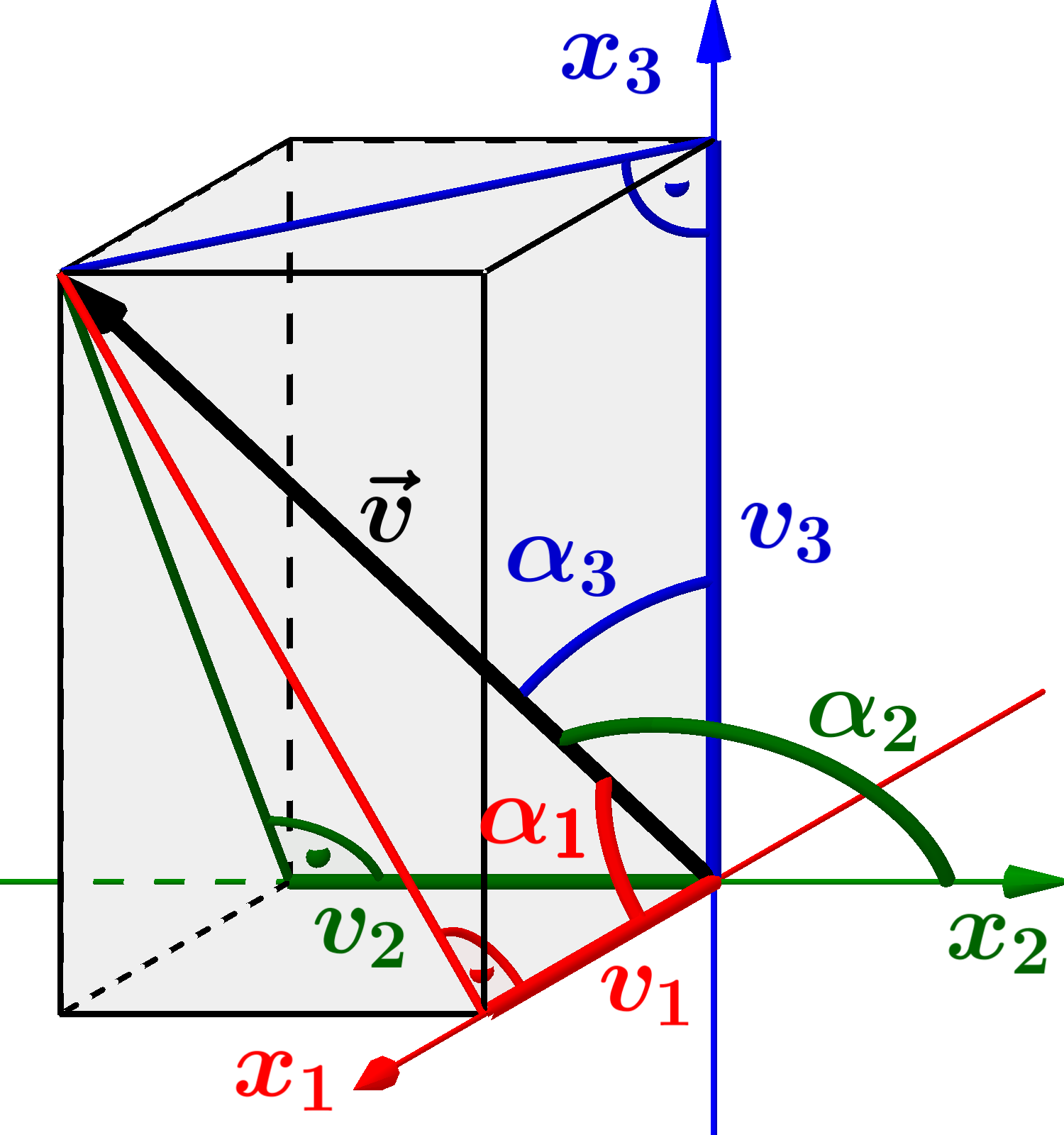
vector con los ángulos de dirección,,.

En cálculo vectorial, los cosenos directores de un vector en el espacio euclídeo {\displaystyle \mathbb {R} ^{3}} son los valores del coseno de sus ángulos de dirección, es decir, el ángulo entre el vector y los tres vectores de base canónica {\displaystyle {\vec {e}}_{1}}, {\displaystyle {\vec {e}}_{2}}, {\displaystyle {\vec {e}}_{3}} .

## Propiedades
Para el vector {\displaystyle {\vec {v}}={\begin{pmatrix}v_{1}\\v_{2}\\v_{3}\end{pmatrix}}}, los cosenos de dirección son
{\displaystyle \cos \alpha _{1}={\frac {{\vec {v}}\cdot {\vec {e}}_{1}}{|{\vec {v}}|\,|{\vec {e}}_{1}|}}={\frac {v_{1}}{|{\vec {v}}|}}={\frac {v_{1}}{\sqrt {v_{1}^{2}+v_{2}^{2}+v_{3}^{2}}}}} ,
{\displaystyle \cos \alpha _{2}={\frac {{\vec {v}}\cdot {\vec {e}}_{2}}{|{\vec {v}}|\,|{\vec {e}}_{2}|}}={\frac {v_{2}}{|{\vec {v}}|}}={\frac {v_{2}}{\sqrt {v_{1}^{2}+v_{2}^{2}+v_{3}^{2}}}}} ,
{\displaystyle \cos \alpha _{3}={\frac {{\vec {v}}\cdot {\vec {e}}_{3}}{|{\vec {v}}|\,|{\vec {e}}_{3}|}}={\frac {v_{3}}{|{\vec {v}}|}}={\frac {v_{3}}{\sqrt {v_{1}^{2}+v_{2}^{2}+v_{3}^{2}}}}} ,
tal y como se puede ver en los triángulos de colores de la figura adyacente. El vector {\displaystyle {\vec {v}}} puede expresarse por su magnitud y la dirección de los cosenos,
{\displaystyle {\vec {v}}=|{\vec {v}}|{\begin{pmatrix}\cos \alpha _{1}\\\cos \alpha _{2}\\\cos \alpha _{3}\end{pmatrix}}} .
Cuando se divide por {\displaystyle |{\vec {v}}|}, se puede ver que los cosenos de dirección son precisamente las componentes del vector unitario {\displaystyle {\vec {e}}_{v}} en la dirección de {\displaystyle {\vec {v}}},
{\displaystyle {\vec {e}}_{v}={\frac {\vec {v}}{|{\vec {v}}|}}={\begin{pmatrix}\cos \alpha _{1}\\\cos \alpha _{2}\\\cos \alpha _{3}\end{pmatrix}}} .
Puesto que {\displaystyle |{\vec {e}}_{v}|=1}, se tiene que
{\displaystyle \cos ^{2}\alpha _{1}+\cos ^{2}\alpha _{2}+\cos ^{2}\alpha _{3}=1} .
Dado que los ángulos de dirección están limitados al rango entre  {\displaystyle 0} y {\displaystyle \pi } y el coseno es reversible en este intervalo, los tres ángulos de dirección se dan también con los cosenos de dirección.